# Татинцян, Гари
Гари Татинцян (род. 1954) — галерист, владелец Галереи Гари Татинцяна.

## Биография
Свой первый проект, галерею Tatunz, Гари Татинцян открыл в Берлине в 1989 годy. Галерея одной из первых представила западному рынку работы художников русского авангарда: Александра Родченко, Владимира Немухина, Эдуарда Штейнберга и Евгения Чубарова. Тогда же Гари начал работать с такими перспективными западными художниками, как Питер Доиг, Георг Базелиц, Заха Хадид и Дэниел Рихтер.
В 1998 году он переехал в Нью-Йорк, где открыл Галерею Гари Татинцяна в районе Челси на Манхэттене. Список художников галереи пополнился такими именами, как Фрэнк Стелла, Питер Хелли, Джордж Кондо и другими ключевыми фигурами американской арт-сцены.
Выставочное пространство в Москве открылось в 2005 году. Галерея впервые познакомила российского зрителя с тенденциями современного концептуального искусства, фотографии и дизайна. В галерее на Серебрянической набережной регулярно проходят выставки современных художников. Среди общественных проектов - выставки и лекции художников галереи в российских и мировых музеях: Государственный Эрмитаж, ГЦСИ, ГМИИ им. Пушкина, Музей Гараж, The New Museum и др.
Помимо выставочной деятельности, галерея участвует в формировании частных и общественных коллекций, а также курирует фонд наследия художника Евгения Чубарова.

## Цитаты
- «Искусство было эмоциональным во времена Ван Гога, а сегодня оно стало интеллектуальным» [2] — Гари Татинцян, 2019.
- «Большого художника может понять только большой художник»[3] — Гари Татинцян, 2015.
- «Любые деньги, которые вкладываются в художника, приносят либо аплодисменты, либо разочарование»[4] — Гари Татинцян, 2015.
- «Чубаров в своем творчестве предсказал перерождение привычной абстракции жеста в новую интеллектуальную форму, с присущим только ей найденным алфавитом, собственным языком и драматургией, где образ и понятие о его воплощении становятся единым целым». — Гари Татинцян о Евгении Чубарове.
- «Его абстрактные композиции — это пограничные состояния, двоичность, возвращение к истокам формы, конфликт и согласие, мужское и женское начало. Это тема смерти и рождения, сплетение образа человеческой плоти с объектами неизведанного внутреннего пространства, открывающего взгляд на новые законы» — Гари Татинцян о Евгении Чубарове.
- «Коллекционеру необязательно быть галеристом, но он должен в не меньшей степени, чем галерист, отслеживать ситуацию в искусстве»[5] — Гари Татинцян, 2007.